# جار الله المري (معتقل)
جار الله صالح محمد كحلا المري مواطن قطري اُعتقل من قِبل الولايات المتحدة في معتقل غوانتانامو في كوبا لمدة ست سنوات ونصف. وعاد إلى قطر في 27 يوليو 2008. ولد في 12 أغسطس 1973 في الدوحة في قطر.

## السفر إلى أفغانستان
سافر جار الله إلى مكة المكرمة عام 2001، حيث التقى أبو الوليد المكي الذي بدأ في التحدث معه عن الإسلام والجهاد ودعاه للانضمام إلى الجهاد في أفغانستان.
وصل جار الله إلى باكستان في 6 سبتمبر 2001، ثم انتقل إلى قندهار بأفغانستان. ثم انتقل إلى معسكر الفاروق للتدريب. واعتقل في 6 ديسمبر 2001 عندما كان يحاول عبور الحدود إلى باكستان.
كان لجار الله دور في دعم القتال ضد الغزو الأمريكي بالمال ونقل الأموال إلى أفغانستان تحت إشراف خالد شيخ محمد.

## ترحيله إلى قطر
في 28 يوليو 2008 تم ترحيله إلى قطر. وكان هناك اتفاق بين قطر والولايات المتحدة على أن المري لن يسمح له بالسفر خارج قطر. ولكنه استطاع السفر، وتم القبض عليه في المملكة المتحدة بتهمة تزوير تأشيرة. واعتقل في مطار لندن هيثرو في 23 فبراير 2009.